# Panamaische Davis-Cup-Mannschaft
Die panamaische Davis-Cup-Mannschaft ist die Tennisnationalmannschaft Panamas.

## Geschichte
1996 nahm Panama erstmals am Davis Cup teil. Das beste Resultat erreichte die Mannschaft jeweils 1996 und 1999 mit dem dritten Platz in der Amerika-Gruppenzone III. Bester Spieler ist Alberto González mit 28 Siegen bei insgesamt 33 Teilnahmen. Rekordspieler mit 41 Teilnahmen ist Chadd Valdés.